# Задніпровський Леонід Сергійович
Леоні́д Сергі́йович Задніпро́вський (* 26 липня (8 серпня) 1904, м. Гадяч, нині Полтавської області — † 7 травня 1971, Одеса) — український актор. Заслужений артист УРСР.

## Біографічні дані
Справжнє прізвище — Кононенко.
1934—1951 (з перервою) — працював у Дніпропетровському українському драматичному театрі.
1946—1947 — працював у Київському українському драматичному театрі.
1952—1966 — працював в Одеському українському драматичному театрі.

## Ролі
- Михайло Гурман («Украдене щастя» Івана Франка).
- Микита («Дай серцю волю, заведе в неволю» Марка Кропивницького).
- Іван Грозний («Василиса Мелентьєва» Олександра Островського).

## Відзнаки
- Заслужений артист УРСР (1943).
- Лауреат Сталінської премії (1952).